# Euneomys mordax
El ratón chinchilla oscuro, ratón peludo oscuro o ratoncito de pie sedoso (Euneomys mordax) es una especie de roedor del género Euneomys de la familia Cricetidae. Habita en el sur del Cono Sur de Sudamérica.

## Taxonomía
Esta especie fue descrita originalmente en el año 1912 por el zoólogo Oldfield Thomas. 
La localidad tipo primeramente asignada es el Fuerte de San Rafael, provincia de Mendoza, sin embargo fue reubicada más hacia el oeste, en áreas del departamento Malargüe, en las inmediaciones del volcán Peteroa, en la frontera argentino-chilena.
Fue considera por algunos autores como una subespecie de Euneomys chinchilloides, es decir: Euneomys chinchilloides mordax.

## Distribución geográfica y hábitat
Esta especie es endémica de un área andina argentino-chilena. Se distribuye en zonas montañosas del centro-oeste de la Argentina (especialmente en la provincia de Mendoza) y zonas contiguas del centro de Chile. Habita en estepas andinas, en elevaciones de entre 1740 y 3000 m s. n. m. Forma parte del alimento del búho magallánico o tucúquere (Bubo virginianus magellanicus).

## Conservación
Según la organización internacional dedicada a la conservación de los recursos naturales Unión Internacional para la Conservación de la Naturaleza (IUCN), al no poseer mayores peligros y vivir en muchas áreas protegidas, la clasificó como una especie bajo “preocupación menor” en su obra: Lista Roja de Especies Amenazadas.